# Macbeth I.
Macbeth I., známý také jako MacBeth nebo Mac Bethad mac Findlaich (Syn života syn Findlaechův). Skotskou gaelštinou MacBheatha (1005 – 15. srpen 1057 u Lumphananu). Od roku 1033 mormaer z Moray a v letech 1040–1057 král Skotska (Alby).

## Původ a výchova
Macbeth byl synem jednoho z nejmocnějších mužů v zemi mormaera z Moray Findlaecha Mac Ruaridha a jeho ženy Doady, která byla dcerou skotského krále Malcolma II.
Když bylo Macbethovi sedm let, poslali jej na výchovu, do tzv. pěstounství, tak jak bylo tehdy v rodinách skotských klanových náčelníků zvykem. Deset let pak Macbeth strávil vzděláváním u některého z významných křesťanských mnichů z keltského mnišského řádů culdeeů. Součástí studia bylo zvykové právo, hra na hudební nástroj (nejčastěji harfa) a literatura, zejména poezie. Mladý Macbeth byl cvičen i ve válečnickém umění, lovu a samozřejmě v náboženství.

## Spory Morayů a Athollů
Ještě v době, kdy byl Macbeth v pěstounství, byl roku 1020 zavražděn jeho otec. Důvodem vraždy byl zřejmě Findlaechův příliš vstřícný vztah k tchánovi Malcolmu II., který pocházel ze znepřáteleného rodu mormaerů z Athollu. Findlaech Mac Ruaridh byl naproti tomu mormaerem z Moray a jeho rod si až do té doby zachovával částečnou nezávislost na skotském králi a činil si také nárok na tento úřad. Sebemenší Findlaechovy sympatie k rodu Athollů byly tedy vnímány jako zrada.
Jeden z jeho vrahů, Findlaechův synovec Malcolm Mac Maelbrighde, se poté sám prohlásil mormaerem z Moray. Po devíti letech zemřel a mormaerem z Moray se stal další z vrahů, rovněž Findlaechův synovec, Gillecomgain. Stárnoucí Malcolm II. mezitím jmenoval svým nástupcem jednoho ze svých vnuků Duncana a oprávněně se obával protestů ze strany mocného rodu Morayů (mormaer z Moray byl jedním z volitelů). Roku 1032 se tedy Malcolm II. rozhodl dlouholeté spory s opozičním rodem mormaerů z Moray rázně vyřešit a mormaer Gillecomgain byl společně s padesáti svými válečníky překvapen ve své pevnosti u Inverness a upálen. Některé prameny uvádějí, že podíl na upálení Gillecomgaina měl právě Macbeth, který se tak pomstil za otcovu vraždu a získal zpět rodové území. Vše s posvěcením krále.
Boj mezi rodem Morayů a Athollů se stával stále vážnějším. Následujícího roku 1033 byl zavražděn i Gillecomgainův švagr Malcolm Mac Bodh, který měl velké šance porazit Duncana na volebním shromáždění. Mormaerem z Moray byl téhož roku zvolen Macbeth. Po otci z rodu Morayů, po matce z rodu Athollů. Choval se však jako správný Moray a k athollskému rodu byl nepřátelský. Svůj otevřený vzdor vůči dědovi Malcolmovi II. potvrdil tím, že se oženil s Gruoch, vdovou po Gillecomgainovi, která zároveň byla dcerou zavražděného Malcolma Mac Bodhe, a adoptoval jejího syna Lulacha. Tento vnukův postoj zřejmě Malcolma II. překvapil, jelikož Macbetha považoval vždy za svého člověka. Než si stačil uvědomit, jak roste Macbethova moc i ambice, starý král zemřel. Po smrti Malcolma II. (25. listopadu 1034) byl ještě téhož roku, podle pravidel tanistry a Malcolmova přání, zvolen skotským králem jeho vnuk Duncan. S jeho nástupem do úřadu krále získala athollská dynastie jasnou mocenskou převahu ve Skotsku.

## Neklidná válečná léta
Doba vlády Duncana I. (vládl 1034–1040) byla vyplněna častými válkami. Svedl celkem pět bitev a ve všech prohrál. Jeho snaha být úspěšným pokračovatelem v díle svého mocného a respektovaného děda Malcolma II. se nezdařila a byl pro své neúspěchy velmi neoblíbený. Všechny prameny uvádějí, že vrchním velitelem králových vojsk byl jmenován Macbeth, který se údajně snažil královi vymlouvat jeho výboje. Když viděl, že Duncan si stále tvrdohlavě vede svou, začal se od krále odvracet a přestal ho podporovat.
V Macbethovi se probudily skryté ambice a chtěl se sám stát králem. Rod Morayů si již od dob Macbethova otce dělal nároky na skotský trůn. Macbeth vystihl pravý okamžik, kdy král byl velmi neoblíben z prohraných bitev, díky nimž byl navíc vojensky i ekonomicky zesláblý a začal shromažďovat vojsko a spojence proti králi. Duncan ovšem dál pokračoval ve válkách proti Vikingům z Orknejí i proti Sasům. Mezitím se údajně pokusil Macbetha otrávit, což Macbeth přežil.
Duncannovou největší chybou bylo vedení útočné války současně na dvou frontách – na jihu proti Anglii a na severu proti svému bratranci jarlovi z Orknejí Thorfinnu Sigurdssonovi. 14. srpna 1040 došlo k bitvě u Burgheadu, kde se dlouhodobými boji vyčerpaná Duncanova vojska střetla s vojskem Thorfinna Sigurdssona a Duncan byl poražen a poté u Pitgaveny nedaleko Elginu, rodném sídle Morayů, byl zabit údajně v souboji s Macbethem. Traduje se, že Macbeth Duncana těžce zranil a následně milosrdně odtáhl ke kováři, již tehdy plnili i úlohu lékařů, kde Duncan zemřel. K jeho porážce přispělo zřejmě i to, že už u bitvy u Burgheaduna se na stranu Thorfinna Sigurdssona přidal i Macbeth. Bitva tří bratranců tak jednoho z nich stála titul i život. Thorfinn Sigurdsson se poté odebral zpět na Orkneje a Macbeth se vydal do hlavního města Skotska Scone.

## Skotským králem
Do Scone dorazil Macbeth koncem srpna, aby zde před klanovými náčelníky, duchovními i zákonodárci obhájil své činy. Prohlásil také, že přestože existuje nepsané, ale uznávané pravidlo, že přednostní nárok na titul velekrále mají členové rodu mormaerů z Athollu, uchází se teď on, mormaer z Moray Macbeth, o tento úřad. Téhož roku byl Macbeth zvolen králem.
Následující období Macbethovy vlády (vládl 1040–1057) popisují tehdy žijící kronikáři jako dobu klidu, míru a prosperity. Po časech neustálých válek, k nimž docházelo za vlády Duncana I., nastal konečně čas, kdy se dařilo obchodu, pastevectví a zemědělství a hospodářská situace ve Skotsku se začala výrazně lepšit. Země nebyla ohrožována občanskou válkou ani vnějšími nepřáteli. Klid a mír byl jen nakrátko narušen roku 1045, kdy došlo k prvnímu a jedinému domácímu povstání za Macbethova vládnutí. Tehdy povstala athollská opozice vedená mormaerem z Athollu Crínánem z Dunkeldu. Povstání bylo rychle potlačeno a jeho vůdce v bitvě padl. V zemi byl rychle obnoven pořádek. Od této chvíle si byl Macbeth tak jistý svou mocenskou pozicí, že roku 1046 dokonce na delší čas opustil Skotsko a bez obav se vydal na pouť do Říma. Právě cesta do Říma je důkazem toho, že se Macbeth v těchto dobách opravdu necítil ohrožen žádným vnějším ani vnitřním nepřítelem. Z Říma se MacBeth vrátil až někdy roku 1050 nebo 1051.

## Macbethova smrt
V roce 1052 byl již Macbeth zpět ve Skotsku, kde poskytl útočiště mnoha Normanům, kteří tehdy uprchli z Anglie před hněvem anglické šlechty vedené hrabětem Godwinem. Svou pohostinností proti sobě ale Macbeth popudil vládnoucí kruhy v Anglii, čehož pohotově využil Malcolm Mac Duncan, syn Duncana I. Ten žil od smrti svého otce v exilu v Anglii, kde byl vychováván na královském dvoře. Když dospěl, rozhodl se pomstít smrt svého otce a ujmout se vlády ve Skotsku. Anglický dvůr bral jeho požadavky vážně a bylo rozhodnuto, že brzy dojde k útoku anglických vojsk s cílem dosadit mladého Malcolma na trůn, a to za předpokladu, že Malcolm následně uzná svrchovanost Eduarda Vyznavače.
Roku 1054 získal Malcolm konečně osobní podporu anglického krále, který velením útočných vojsk pověřil Siwarda, hraběte z Northumbrie. První vpád do Skotska skončil jen slabým úspěchem a Malcolm byl ustanoven králem nejjižnější skotské provincie Cumbrie. Následujícího roku Siward zemřel. Novým northumbrijským hrabětem se stal Tostig Godwinson, syn hraběte Godwina z Wessexu. Tostig poskytl plánům na další invazi do Skotska plnou podporu a boje pokračovaly. Silná anglická vojska se snažila zmocnit Skotska celé tři roky, což svědčí o tom, že obyvatelé země stáli v tomto konfliktu věrně na straně Macbetha. 15. srpna 1057 byl Macbeth zabit v bitvě u Lumphananu. Macbethovo tělo bylo po bitvě odvezeno na posvátný ostrov Iona, kde bylo pohřbeno s veškerými poctami.

## Macbethův nástupce
Vítězství, kterého Malcolm dosáhl nebylo zatím konečné. Koncem srpna 1057 byl skotským králem zvolen Macbethův nevlastní syn Lulach a Malcolm byl stále považován za nepřítele, nezpůsobilého vykonávat úřad. Po sedmi měsících byl Lulach 17. března 1058 zabit u Essy v Strathbogie v dnešním Aberdeenshire. V kronikách je uváděno, že Lulach zemřel „válečnou lstí“ nebo že byl „proradně zavražděn“. 25. dubna 1058 byl Malcolm ve Scone korunován biskupem Tuthaldem jako skotský král.

## Shakespearův Macbeth
Mezi skutečným Macbethem a literární postavou jsou velké rozdíly. Shakespearův Macbeth je z historického hlediska nepravdivý, což ale není Shakespearova vina. Macbeth se z jednoho z nejoblíbenějších skotských panovníků proměnil v tyrana a uzurpátora až nějakých 300 let po své smrti a od konce 14. století byl takto mylně vnímán všemi kronikáři a historiky. Do příběhu jeho života byla také vložena řada nikdy neexistujících osob a pozměněny byly i charaktery těch skutečně žijících.
Shakespeare čerpal z dostupných pramenů své doby a nelze mu v žádném případě vyčítat historickou nepřesnost v jeho divadelní hře. Hodnocení doby a osob, zachycených ve hře, bylo hodnocením dávnověkého Skotska z pohledu alžbětinské Anglie, která měla jako každá doba své předsudky. Shakespeare hru napsal na počest nového krále Jakuba I., v jehož osobě došlo ke sjednocení skotského a anglického trůnu. Hra tedy měla hlavně odkazovat na králův původ a na pozitivní stránky spojení obou zemí.